# زولتان زابو (صحفي)
زولتان زابو (و. 1912 – 1984 م) هو صحفي من المجر، وفرنسا، ولد في بودابست، توفي في فان، عن عمر يناهز 72 عاماً.